# Kevin Andrade
Kevin Orlando Andrade Murillo (Cali, 16 giugno 1999) è un calciatore colombiano, difensore del Baltika.

## Carriera
Cresciuto nel settore giovanile dell'América de Cali, esordisce in prima squadra il 30 agosto 2018 disputando l'incontro di Copa Colombia perso per 2-0 contro l'Itagui Leones.

## Statistiche

### Presenze e reti nei club
Statistiche aggiornate al 10 febbraio 2022.
| Stagione        | Squadra         | Campionato      | Campionato | Campionato | Coppe nazionali | Coppe nazionali | Coppe nazionali | Coppe continentali | Coppe continentali | Coppe continentali | Altre coppe | Altre coppe | Altre coppe | Totale | Totale |
| Stagione        | Squadra         | Comp            | Pres       | Reti       | Comp            | Pres            | Reti            | Comp               | Pres               | Reti               | Comp        | Pres        | Reti        | Pres   | Reti   |
| --------------- | --------------- | --------------- | ---------- | ---------- | --------------- | --------------- | --------------- | ------------------ | ------------------ | ------------------ | ----------- | ----------- | ----------- | ------ | ------ |
| 2018            | América de Cali | A               | 0          | 0          | CC              | 1               | 0               |                    | -                  | -                  |             | -           | -           | 1      | 0      |
| 2019            | América de Cali | A               | 0          | 0          | CC              | 2               | 0               |                    | -                  | -                  |             | -           | -           | 2      | 0      |
| 2020            | América de Cali | A               | 6          | 0          | CC              | 0               | 0               | CL                 | 0                  | 0                  | SL          | 0           | 0           | 6      | 0      |
| 2021            | América de Cali | A               | 35         | 1          | CC              | 1               | 0               | CL+CS              | 5+2                | 0                  | SL          | 2           | 0           | 45     | 1      |
| 2022            | América de Cali | A               | 1          | 0          | CC              | 0               | 0               |                    | -                  | -                  |             | -           | -           | 1      | 0      |
| 2022            | Platense        | PD              | 0          | 0          | CdL             | 1               | 0               |                    | -                  | -                  |             | -           | -           | 1      | 0      |
| Totale carriera | Totale carriera | Totale carriera | 42         | 1          |                 | 5               | 0               |                    | 7                  | 0                  |             | 2           | 0           | 54     | 1      |

## Palmarès

### Club

#### Competizioni nazionali
- Campionato colombiano: 2

América de Cali: 2019-II, 2020
- Pervaja Liga: 1

Baltika: 2024-2025